# Содалит
Содалитът е тъмносин минерал, влизащ понякога в състава на Лапис лазули. Той е открит в Гренландия през 1806 година. Химическата му формула е Na8Al6Si6O24Cl2. Твърдостта на содалита е от 51/2 до 6 по скалата на Моос. Името му идва от английското "sodium", което означава натрий – това е заради натрия, който влиза в състава му.

### Находища
Содалитът се среща в Русия, Греландия, САЩ, Бразилия, както и на много други места.

### Цвят
Цветът на содалита може да бъде тъмносин, сив или дори бял.